# ایمنرویت
ایمنرویت (به آلمانی: Immenreuth) یک شهر در آلمان است که در Tirschenreuth واقع شده‌است. ایمنرویت ۱٬۸۶۸ نفر جمعیت دارد. این شهر به شهر دوتبر معروف است و پتر مرکل ریاست شهرداری آن را برعهده دارد. ایمنرویت متشکل از ۱۷ روستاست که همه ساله میزبان گردشگران بسیاری در داخل ایالت بایرن است.